# Chiroderma doriae
Chiroderma doriae é uma espécie de morcego da família Phyllostomidae. Pode ser encontrada no Brasil e Paraguai e seus habitats naturais variam de florestas tropicais e pequenas áreas arborizadas, incluindo terras agrícolas e parques. De acordo com a União Internacional para a Conservação da Natureza, a espécie está classificada como "pouco preocupante".

## Descrição
Esta espécie se destaca por seu tamanho relativamente grande, medindo entre sete e oito centímetros de comprimento e pesa entre 27 e 33 gramas. Assim como todos os integrantes do gênero, os morcegos desta espécie tem um focinho curto, com uma grande fenda no crânio acima do nariz. A presença dessa fenda dá a impressão enganosa de que o crânio não possui ossos nasais; contudo, esses ossos se fundem com os ossos circundantes e simplesmente não se unem na linha média, como fazem em outros morcegos.
Os espécimes apresentam pelo marrom acinzentado em grande parte do corpo com plumas acinzentadas ou marrom escuro. Há uma faixa branca distinta no meio das costas e faixas brancas menores acima dos olhos, estendendo-se das orelhas ao nariz. As orelhas são arredondadas e relativamente curtas, enquanto a folha nasal é pontiaguda, com uma base arredondada. Comparado com a maioria de seus parentes próximos, esses morcegos tem poucos dentes, tendo uma fórmula dentária de {\displaystyle {\tfrac {2.1.2.2}{2.1.2.2}}}. Além disso, possui incisivos superiores em forma de espinhos e grandes dentes molares, especialmente os últimos molares superiores, e um forte arco zigomático que sustenta os poderosos músculos da mastigação. Acredita-se que essas adaptações estejam relacionadas à sua dieta, permitindo-lhe comer sementes duras.

## Distribuição ehabitat
Esses morcegos são encontrados no leste do território brasileiro, que se distribuem de Pernambuco ao Paraná, assim como nos interiores de Goiás e Mato Grosso do Sul. A espécie chegou a ser considerada como endêmica do Brasil; contudo, também foi observada no leste do Paraguai. Não há subespécies. Embora possa preferir a floresta tropical, o morcego é encontrado em uma variedade de ambientes florestais e pequenas áreas arborizadas, incluindo terras agrícolas e parques. Quando a comida escasseia, pode se aventurar em áreas urbanas, como ocorreu no Rio de Janeiro.

## Dieta e comportamento
Esta espécie de morcego é noturno e tem uma atuação mais ativa depois da meia-noite. É herbívora e possui uma nítida preferência na ingestão de figos, apesar de se alimentar ocasionalmente de outras frutas ou flores. Embora não seja a única espécie de morcego que se alimenta de figos, apenas ela e seu parente próximo, Chiroderma villosum, mastigam as sementes, bem como a polpa mais macia, da fruta. Ao fazer isso, os espécimes podem extrair mais nutrientes, especialmente proteínas, dos figos, permitindo que eles subsistam principalmente desse tipo de fruta. Embora pouco se saiba sobre seus hábitos de alojamentos, o morcego não parece ser gregário, tendo sido relatados grupos de no máximo cinco indivíduos.
Poucos detalhes são conhecidos sobre os hábitos reprodutivos desses morcegos. Enquanto alguns estudos mostram que a reprodução pode ocorrer apenas em certas épocas do ano, outros mostraram que pode continuar durante todo o ano. Os filhotes recém-nascidos têm até 4,8 centímetros de comprimento (quase dois terços do comprimento de suas mães), embora sejam muito mais leves. Os morcegos jovens são um pouco mais acinzentados do que os adultos e não apresentam marcas faciais distintas, embora a faixa nas costas esteja presente desde o nascimento.

## Conservação
De acordo com a lista da União Internacional para a Conservação da Natureza, a espécie está classificada como "pouco preocupante". A associação desconhece a quantidade específica da população desses morcegos e ainda indica que as próximas gerações podem sofrer declínios em decorrência da degradação dos habitats.